# La Vie mode d’emploi
A La Vie mode d’emploi (magyarul: „Az élet – használati utasítás”) Georges Perec regénye, melyet 1969 és 1978 között írt. Ezért a művéért kapta meg a Médicis-díjat.

## Története
|  | Alább a cselekmény részletei következnek! |

A mű egy lakóház ötvenöt évét vázolja fel, lakóival, tárgyaival és a hozzá közvetve vagy közvetlenül kötődő történetekkel, noha a cselekmény fő része a másodperc tört részéig tart, a főhős Bartlebooth halálakor.
Abban is egyedülálló ez a könyv, ahogyan szerzője megszerkesztette: minden fejezet egy szobát vagy a lakóház egy konkrét helységét írja le rendszerszerűen, mérnöki pontossággal és egy keresztrejtvény-fejtő ember lelkesedésével. Egyik helyről a másikra haladunk meghatározott menet szerint. Minden tárgy, a helyiségekhez köthető minden emlék, minden, abban a pillanatban megfigyelt személy annyi párhuzamos történetet teremt, hogy a műből a végére egy óriási kirakójáték válik.
Természetesen a mű erről szól: egy kirakójátékról. Erről tanúskodik az előszó és két főszereplő tevékenysége is.
|  | Itt a vége a cselekmény részletezésének! |

## A mű elhelyezése azOulipónbelül
Perec a regény megírásakor készített egy rajzot, amely a lakóház keresztmetszete volt. Ezt felosztotta tízszer tíz  négyzetre. Ezután lólépésekkel határozta meg a haladási sorrendet úgy, hogy minden lakás, természetesen, csak egyszer szerepeljen. (Az első fejezet teljesen önkényesen a 6/4-es lakásban kezdődik.)

## Érdekességek
- A könyvet Perec Raymond Queneau emlékének ajánlotta.
- A mű Jules Verne Sztrogof Mihály című regényének egyik mondatával kezdődik: „Regarde de tous tes yeux, regarde.”
- A lakóház a regényben a következő címen található: 11 rue Simon Crubellier, 75017 Paris. Ugyan nem létezik Simon Crubellier nevű utca Párizsban, de azt írja, hogy az utca keresztben átszeli a Médéric, a Jadin, a De Chazelles és a Léon Jos utcák által meghatározott négyszöget. E szerint a helye a J. Drouant gimnázium helyén van.

## Lásd még
- Francia irodalom